# Антропово (Московская область)
Антропово — деревня в Чеховском районе Московской области, в составе муниципального образования сельское поселение Любучанское (до 29 ноября 2006 года входила в состав Любучанского сельского округа).

## Население
| 2002 | 2006 | 2010 |
| ---- | ---- | ---- |
| 90   | ↘82  | ↗84  |

## География
Антропово расположено примерно в 22 км (по шоссе) на северо-восток от Чехова, на запруженной безымянной речке бассейна реки Рожайка (правый приток реки Пахры), высота центра деревни над уровнем моря — 169 м. На 2016 год в Антропово зарегистрирована 1 улица — Новая и 1 садовое товарищество.